# Gustav Siege
Gustav Siege (* 4. Mai 1881 in Znaim, Österreich-Ungarn; † 1947 in Wien) war ein Schauspieler und Theaterdirektor.

## Leben
Gustav Siege entstammte einer alten Theaterfamilie, so war bereits der Urgroßvater Josef Siege Theaterdirektor in Znaim. In seinem Ensemble spielte unter anderem Therese Krones.
Der Großvater Ignaz Siege gastierte mit seiner Truppe in Niederösterreich, Böhmen und Mähren. Sein Vater Adolf Siege war seit 1879 Mitdirektor in dem Unternehmen und erbte schließlich den Theaterbetrieb.
Gustav wurde auf Grund der Familientradition schon als Kind vom Theater geprägt, er nahm bei Josef Scheu Gesangsstunden und trat als Operettenkomiker und Tenor in Salzburg, Braunschweig, Kiel und Stettin auf. 1908 erhielt er am Bremer Stadttheater ein Engagement, doch bis 1913 wechselte er immer wieder zu anderen Bühnen. 1913 übernahm er die Leitung des Marburger Stadttheaters, das er erfolgreich bis zum Ende Österreich-Ungarn führte. Er eröffnete in Marburg auch das Stadtkino. Für mehr als zwei Jahrzehnte organisierte er im Sommer die deutschen Gastspiele in Trentschin-Teplitz.
Nach 1918 betätigte sich Gustav Siege als Darsteller und Aufnahmeleiter im Film und blieb bis zu seinem Tod in diesem Metier, dennoch hielt er seine Mitgliedschaft im Bühnenverein aufrecht. Er war auch Mitglied der Schlaraffia. 1926 wurde er Leiter des Löwenkinos.
Am 1. Oktober 1957 wurde seine Urne im Wiener Krematorium enterdigt und auf dem Evangelischen Friedhof Wien-Simmering (Urnenhain 239) neu bestattet.